# علم تزمين الأرض

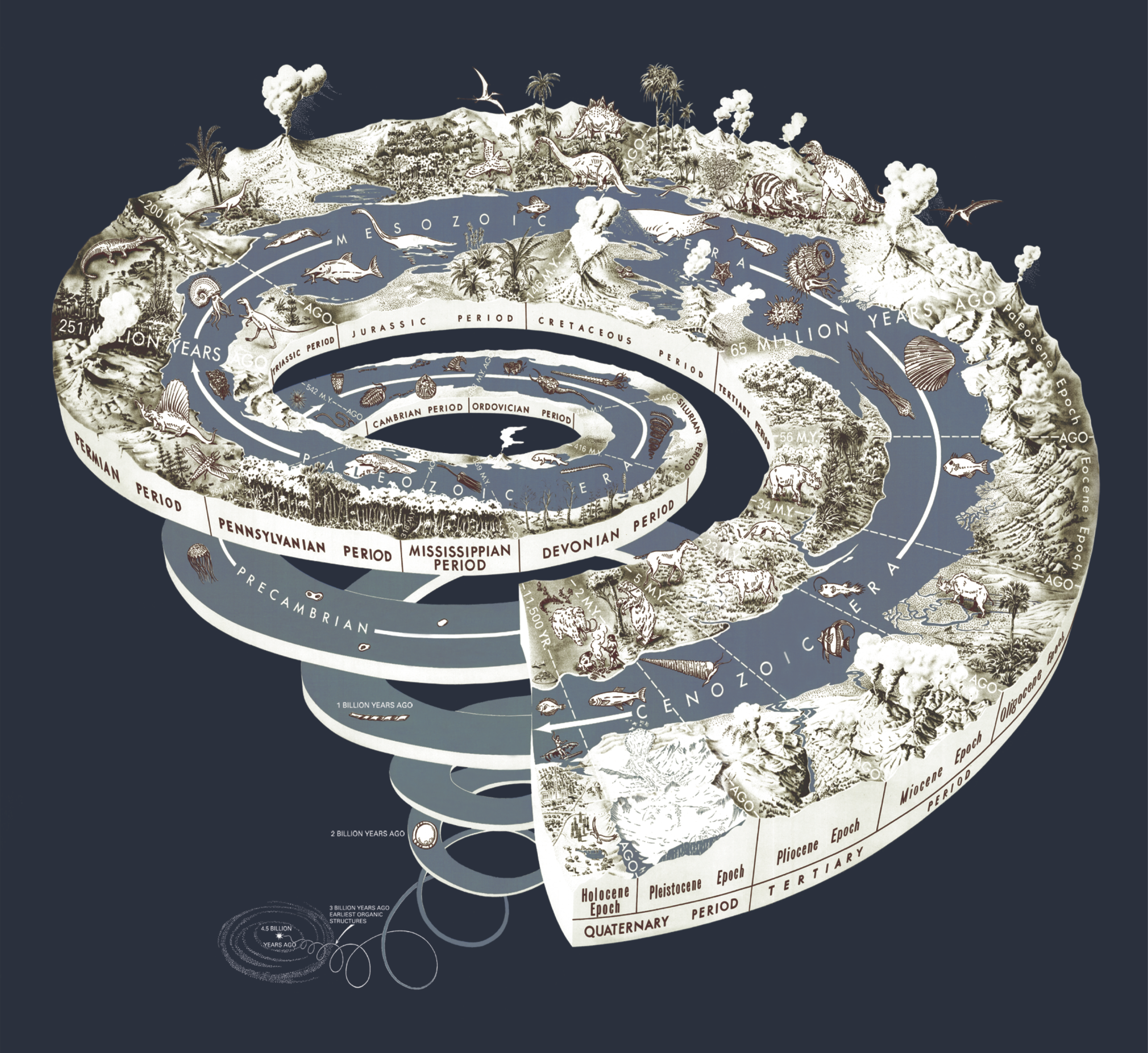
تصوير فني للأحداث الكبرى في تاريخ الأرض

علم تزمين الأرض أو علم التأريخ الجيولوجي أو علم التقويم الجيولوجي أو علم التوقيت الجيولوجي أو علم تقسيم الزمن الجيولوجي (بالإنجليزية: Geochronology)‏، هو علم تحديد العمر الحقيقي للصخور والأحافير، والرواسب. ويستخدم الجيولوجيين مجموعة أساليب لتحقيق ذلك. تعدد التخصصات تقرب من استخدام أساليب متعددة قد تحقق نتائج أفضل أحيان. التاريخ الجيولوجي يختلف عن دراسة الطبقات الحيوية في التطبيق، وهو علم تصنيف الصخور الرسوبية لمعرفة الفترة الجيولوجية عبر تصويرها وفهرستها ومقارنة الأحافير النباتية والتركيبات الحيوانية. دراسة الطبقات الحيوية لا تحدد العمر الحقيقي للصخور بشكل مباشر بل مجرد تصنف في الفترة الزمنية التي تعايشت فيه التجمعات الأحفورية. كل التخصصات تعمل معا جنبا إلى جنب، إلى النقطة التي يشتركان فيها بنفس نظام التسمية لطبقات الصخور والوقت الذي المبذول لتصنيف الطبقات إلى شرائح.
علم تزمين الأرض هو الأداة الرئيسية المستخدمة في تاريخ طبقات الصخور، الذي يسعى لمعرفة تاريخ العمر الحقيقي لكل المجموعات الأحفورية وتحديد التاريخ الجيولوجي للأرض والمعالم الخارجية للأرض.

## أساليب التأريخ

### التأريخ الإشعاعي
يمكن لعلماء الأرض تحديد العمر الدقيق للمادة الأساسية من خلال قياس مقدار التحلل الإشعاعي لنظير مشع ذي نصف عمر معروف. يتم استخدام عدد من النظائر المشعة لهذا الغرض، والتي تحدد فترات جيولوجية مختلفة اعتمادًا على معدل الانحلال. تعتبر النظائر ذات الانحلال البطيء مفيدة للفترات زمنية الأطول ولكنها أقل دقة بشكل عام. تعتمد معظم هذه التقنيات فعليًا (باستثناء طريقة الكربون المشع) على قياس الزيادة في توافر النظير المشع، والذي يعتبر نتاج التحلل للنظير المشع الأصل. يمكن استخدام طريقتين أو أكثر من طرق التحليل الإشعاعي في الدراسة لتحقيق نتائج أكثر دقة. معظم طرق القياس الإشعاعي مناسبة لقياس الوقت الجيولوجي فقط، لكن يمكن لبعضها مثل طريقة الكربون المشع وطريقة (40Ar/39Ar) قياس وقت الحياة البشرية الأولية وقياس التاريخ المسجل.
بعض التقنيات شائعة الاستخدام:
- تقنية التأريخ بالكربون المشع: تقيس هذه التقنية انحلال الكربون-14 في المواد العضوية، ويمكن تطبيقه بشكل دقيق على عينات ذات عمر أقل من نحو 60000 عام.[12][13]
- التأريخ بنظائر يورانيوم -رصاص: تقيس هذه التقنية نسبة نظيري الرصاص (الرصاص 206 و الرصاص 207) إلى كمية اليورانيوم في المعادن أو الصخور. تُطبق هذه الطريقة غالبًا على آثار الزركون المعدني في الصخور البركانية، وهي إحدى أكثر الطرق شيوعًا للتأريخ الجيولوجي (إلى جانب التأريخ بنظائر أرجون -أرجون). تعتبر تقنية المونازيت للتأريخ الجيولوجي هي مثال آخر على التأريخ بنظائر يورانيوم -رصاص والتي تستخدم في تأريخ التغيرات بشكل خاص. يتم تطبيق هذه التقنيات على عينات أقدم من نحو مليون سنة.
- التأريخ بنظائر اليورانيوم -الثوريوم: يتم استخدام هذه التقنية لتأريخ الكهوف والشعاب المرجانية والكربونات والمستحاثات العظمية. يشمل مداها من بضع سنوات إلى نحو 700000 سنة.
- التأريخ بنظائر البوتاسيوم -الأرجون: تؤرخ هذه التقنيات الصخور المتحولة والبركانية. كما تستخدم لتأريخ طبقات الرماد البركاني التي تقع ضمن أو فوق مواقع علم مستحاثات البشر. الحد الأصغر لاستخدام تقنية نظائر البوتاسيوم -الأرجون هو بضعة آلاف من السنين.
- التأريخ بواسطة الرنين المغناطيسي الإلكتروني.

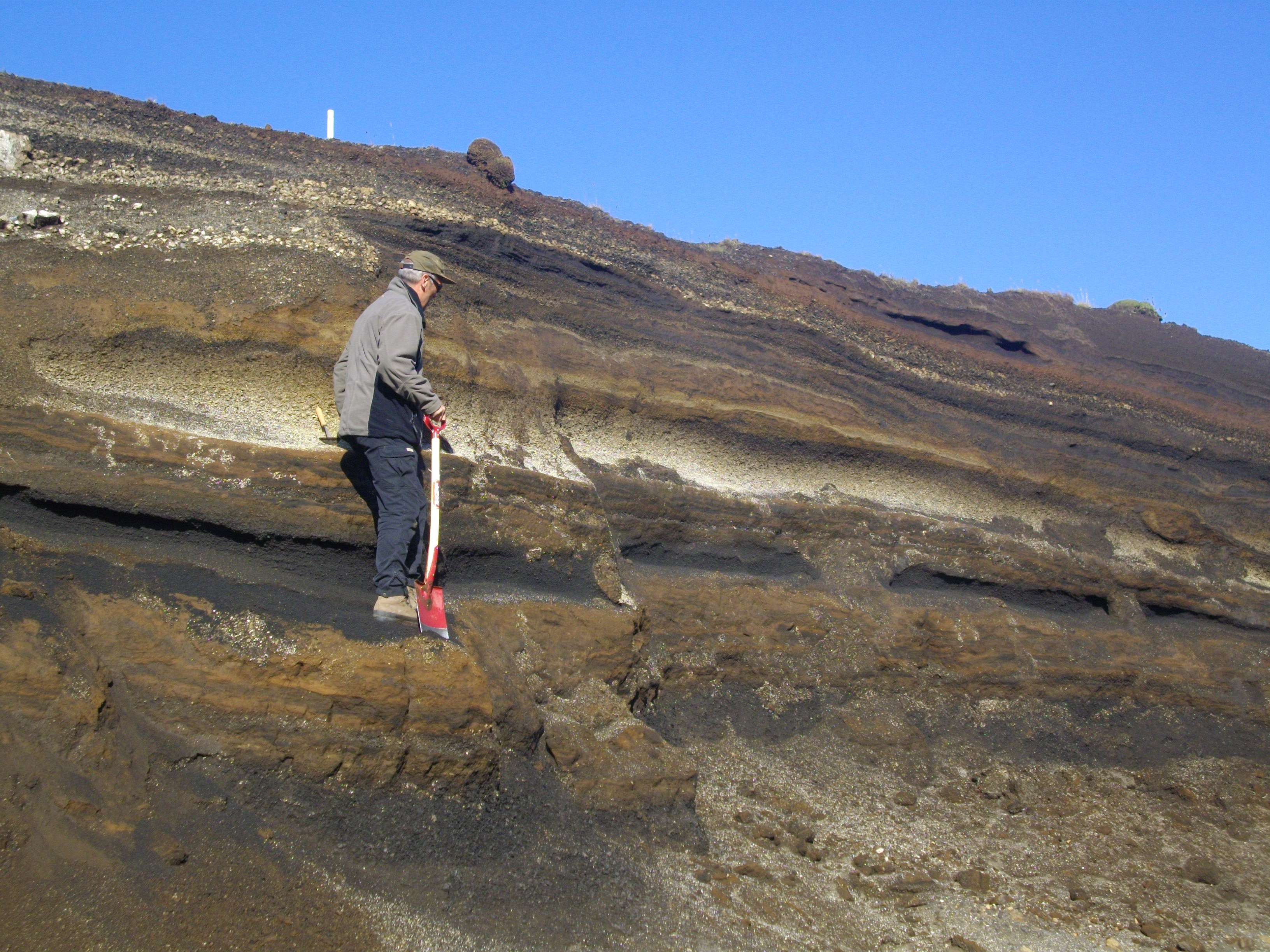
آفاق تيفرا في جنوب وسط أيسلندا. تمثل الطبقة السميكة ذات الألوان الفاتحة إلى الداكنة الموجودة على ارتفاع يدي عالم البراكين أفقًا مميزًا للتيفرا الريوليتي إلى البازلتي من هيكلا.

### التأريخ بواسطة النوكليدات الكونية
تشمل سلسلة من التقنيات المترابطة لتحديد الزمن الذي تم فيه إنشاء سطح جيولوجي، أو الزمن الذي دفنت فيه المواد السطحية (تأريخ الدفن). تستخدم هذه التقنية تركيز النوكليدات الغريبة (على سبيل المثال: 10Be، 26Al، 36Cl) التي تنتجها الأشعة الكونية التي تتفاعل مع مواد الأرض بطريقة تدل على الزمن الذي تم فيه إنشاء سطح ما مثل المروحة الطميية. يستخدم تأريخ الدفن التحلل الإشعاعي لعنصرين كونيين كمصدر لمعرفة العمر الذي تم فيه تغطية الرواسب (من خلال دفنها) وحمايتها من التعرض للأشعة الخارجية.

### تقنية التأريخ بواسطة الإضاءة
تفحص هذه التقنيات تاريخ (الضوء) المنبعث من مواد مثل الكوارتز والماس والفلسبار والكالسيت. يتم استخدام أنواع كثيرة من تقنيات تحليل الإضاءة في الجيولوجيا، بما في ذلك الإضاءة المحفزة بصريًا (OSL).

### التأريخ التدريجي
تتيح تقنيات التأريخ التدريجي إنشاء تسلسل زمني سنوي، والذي يمكن أن يكون ثابتًا (يرتبط على سبيل المثال بالتوقيت الحالي وبالتالي التقويم أو الوقت الفلكي) أو نسبيًا.
- علم تحديد أعمار الأشجار
- عينة لبية جليدية

### التأريخ بواسطة الطاقة المغناطيسية القديمة
| طبقات الصخور في علم تاريخ طبقات الأرض | التغطية الزمنية في التاريخ الجيولوجي | ملاحظات في الوحدات الزمنية الجيولوجية            |
| ------------------------------------- | ------------------------------------ | ------------------------------------------------ |
| طبقة دهر (Eonothem)                   | دهر (Eon)                            | المجموع 4، وتقدر بنصف مليار سنة أو أكثر          |
| طبقة حقبة (Erathem)                   | حقبة (Era)                           | المحددة: 10، وتقدر بعدة مئات من ملايين السنين    |
| نظام (System)                         | عصر (Period)                         | المحددة: 22، وتقدر بعشرة إلى حوالي مئة مليون سنة |
| نسق (Series)                          | فترة (Epoch)                         | المحددة: 34، وتقدر بعشرة ملايين سنة              |
| مرحلة (Stage)                         | حين (Age)                            | المحددة: 99، وتقدر بملايين السنين                |
| نطاق زمني (Chronozone)                | زمن (Chron)                          | تقسيم فرعي للحين ولا تستخدم في مقياس ICS الزمني  |

تشكل سلسلة من الأقطاب المغناطيسية القديمة (تسمى عادة أقطاب مغنطيسية أرضية افتراضية)، والتي تكون معروفة العمر بشكل مسبق مسار تأثير قطبي ظاهر (APWP). تم تشكيل هذا المسار لكتلة قارية كبيرة. يمكن استخدام هذه المسارات للقارات المختلفة كمرجع للأقطاب التي تم قياسها في الصخور ذات العمر المجهول. يقترح العلماء استخدام هذه المسارات (فيما يخص التأريخ بواسطة الطاقة المغناطيسية القديمة) من أجل تحديد تاريخ قطب تم الحصول عليه من الصخور أو الرواسب ذات العمر المجهول بربط القطب القديم بأقرب نقطة على مسار تأثير قطبي ظاهري. تم اقتراح طريقتين للتأريخ المغنطيسي (1) الطريقة الزاوية و (2) طريقة الدوران.  تُستخدم الطريقة الأولى للتأريخ المغنطيسي للصخور داخل نفس الكتلة القارية. وتستخدم الطريقة الثانية للطبقات المطوية حيث تكون الدورات التكتونية ممكنة.

### علم الطبقات المغناطيسية
يحدد علم الطبقات المغناطيسية العمر من خلال نمط المناطق القطبية المغناطيسية في سلسلة من الصخور الرسوبية و / أو البركانية مقارنةً بالمقياس الزمني للأقطاب المغناطيسية. تم تحديد المقياس الزمني للقطبية سابقًا من خلال تحديد تأريخ الشذوذ المغناطيسي لقاع البحر والتأريخ الاشعاعي للصخور البركانية داخل الطبقات المغناطيسية والتأريخ الفلكي للمقاطع المغناطيسية.

### علم الطبقات الكيميائية
يمكن استخدام الاتجاهات العالمية في تكوين النظائر وخاصة نظائر الكربون 13 والسترونتيوم لربط الطبقات.

### العلاقة بين المستويات الأفقية للطبقات المرجعية
المستويات الطبقية الأفقية في تفرا في جنوب ووسط آيسلندا. تمثل الطبقة السميكة والطبقة متدرجة اللون من الفاتح إلى المظلم (على ارتفاع يد العالم) أفق مرجعي من صخور الريوليت والبازلت البركانية من بركان هيكلا.
المستويات الأفقية المرجعية هي وحدات طبقية من نفس العمر ذات تكوين ومظهر متماثلين على الرغم من وجودها في مواقع جغرافية مختلفة، هناك إجماع لدى العماء بشأن تساوي العمر. تشكل المستحاثات الحيوانية والنباتية (البحرية والبرية على حد سواء) مستويات افقية مميزة. التزمين التفري هي طريقة للربط الجيولوجي الكيميائي بين الرماد البركاني مجهول العمر مع نواتج بركانية ذات بصمة جيوكيميائية معروفة. غالبًا ما تستخدم النواتج البركانية كأداة تأريخ في علم الآثار نظرًا لأن تواريخ بعض الانفجارات ثابتة.

## الاختلافات في علم التأريخ الطبقي
من المهم عدم الخلط بين الوحدات الجيولوجية والتاريخية. الوحدات الجيولوجية الزمنية هي فترات زمنية، وبالتالي فمن الصحيح القول أنّ التيرانوصور ريكس عاش خلال العصر الطباشيري المتأخر.
أما الوحدات الزمنية الطبقية هي مادة جيولوجية، لذلك من الصحيح أيضًا القول بأنه عثر على مستحاثات من جنس التيرانوصور في سلسلة العصر الطباشيري الأعلى.  من الممكن تمامًا الذهاب إلى السلسلة العليا من العصر الطباشيري وزيارتها (مثل تكوين هيل كريك حيث عثر على أحافير التيرانوصور) لكن من المستحيل بطبيعة الحال زيارة حقبة العصر الطباشيري المتأخر حيث انها فترة زمنية.